# Camponotus myoporus
Camponotus myoporus é uma espécie de inseto do gênero Camponotus, pertencente à família Formicidae.